# Humeur aqueuse
L’humeur aqueuse est un liquide biologique transparent à faible viscosité, dépourvu d’éléments figurés du sang, continuellement filtré et renouvelé qui, avec le corps vitré, maintient la pression intra-oculaire et la forme du globe oculaire. Elle occupe la chambre postérieure et la chambre antérieure de l'œil.
Elle permet d'apporter les nutriments nécessaires aux cellules fibreuses du cristallin. Ces nutriments circulent de cellules du cristallin en cellules via les connexons.
Le drainage de l’humeur aqueuse se fait au niveau du réseau trabéculaire par le canal de Schlemm, puis via les veines vorticineuses et scléreuses dans la veine ophtalmique et le sinus pétreux inférieur (suture pétro-basilaire) et enfin la veine jugulaire interne. 
Le défaut éventuel de réabsorption de l’humeur aqueuse entraîne une hyperpression intra-oculaire pouvant endommager définitivement les filets nerveux et les cellules sensorielles, on parle alors de glaucome, pouvant conduire à la cécité irréversible.

## Composition
L’humeur aqueuse est composée de 99,6 % d’eau, mais aussi de vitamine C, de glucose, d’acide lactique, de Na et de Cl en majorité et elle est chez l'être humain pauvre en protéines et en acides aminés. Elle se renouvelle constamment toutes les 2-3 heures. Son rôle est surtout nourricier (endothélium cornéen et iris), réparateur, régulateur de la pression intra-oculaire, ainsi que du maintien de la forme de l’œil. La pression normale de l’œil pour des sujets de moins de 40 ans est de 13-19 mmHg. Chez les sujets de plus de 40 ans, elle est de 16-23 mmHg.

## Sécrétion de l'humeur aqueuse

### Filtration
Le sang dans les capillaires du corps ciliaire est filtré grossièrement par les cellules endothéliales et son plasma se retrouve dans la stroma du corps ciliaire. Les cellules pigmentées et non pigmentées refiltrent ce plasma vers la chambre postérieure.

### Modèle de Diamond-Bossert
L’action du transport actif des cellules non pigmentées du corps ciliaire induit des gradients de pression osmotique dans l’espace intercellulaire latéral de ces cellules. La grande concentration de la partie proximale de l’espace intercellulaire entraîne l’eau dans le canal. La pression osmotique diminue donc de proximal en distal du canal et l’humeur aqueuse en écoule.